# Выставка художников-нонконформистов в Доме культуры ВДНХ в 1975 году

## Предыстория
Выставке художников-нонконформистов в Доме культуры ВДНХ в 1975 году предшествовали следующие события:
15 сентября 1974 года состоялась скандально известная несанкционированная уличная акция — выставка картин художников — нонконформистов на окраине Москвы в Беляево, на пересечении улиц Островитянова и Профсоюзной, которая была уничтожена сотрудниками милиции при помощи поливочных машин и бульдозеров, отчего и получила своё название «Бульдозерная выставка».
Двумя неделями спустя власти пошли на уступки и официально разрешили проведение выставки на открытом воздухе в Измайловском лесопарке 29 сентября 1974 года.
Вслед за ней в октябре 1974 года открылась выставка художников-нонконформистов в ЦДРИ.
В прессе появились негативные публикации, носившие откровенно угрожающий характер. В рядах художников-нонконформистов воцарились упаднические настроения.
Однако желающих участвовать в подобных мероприятиях появлялось все больше и больше, и тогда художники вспомнили старый и довольно оригинальный способ заявить о себе как об истинном добровольном союзе художников с правом демонстрации и продажи своих произведений по желанию авторов, а не властей, в противовес официальному Союзу художников СССР с его обязательным «членством» и государственными художественными салонами: в марте-апреле 1975 года начались «Предварительные квартирные просмотры к Всесоюзной выставке», то есть к выставке на ВДНХ. На квартирах художников устраивался предварительный просмотр их работ (т. н. «квартирник»). Двери квартир не закрывались допоздна, и любой желающий мог посмотреть подобную импровизированную выставку. На выходе висели объявления: «Продолжение экспозиции находится по адресу…» и указывался адрес другого художника. Зрители отправлялись осматривать выставку произведений следующего художника и, таким образом, за день успевали познакомиться с работами целой группы авторов.
Группы небогато одетых интеллигентных людей различного пола и возраста, часто незнакомых между собой, курсировали одним и тем же маршрутом, осматривая разбросанные по различным концам города экспозиции. Не все желающие приобщиться к миру искусств выдерживали такой темп, но на следующий день все повторялось вновь.
По данным «Сводного каталога экспозиций предварительных квартирных просмотров к Всесоюзной выставке», который составил Л. Талочкин, квартирные выставки проходили в два этапа, с 29 марта по 5 апреля 1975 года.
На первом этапе «квартирные выставки» проходили на квартирах:
О. Рабина (ул. Б. Черкизовская 8, корпус 5, кв. 21), И. Киблицкого (ул. Брянская 28, кв. 38), Р. Городинской (Ананьевский пер. 4/2, кв. 10), Н. Эльской (Дмитровское шоссе 35, кв.117), С. и О. Панковых (ул. 1-я Дубровская 3, кв. 38), К. Нагапетяна (ул. Вилиса Лациса 4, корп.3, кв. 214), Н. Андриевича (ул. Верхняя Масловка 5, кв.52), мастерской М. Одноралова (ул. Дмитриевского 10, кв. 13).
На втором этапе — на квартирах:
О. Рабина, И. Киблицкого, К. Нагапетяна, И. Гинзбурга (Черницинский проезд, 4, кв. 38), мастерской Одноралова и мастерской Б. Штейнберга, (ул. Новослободская, 62).
Кроме живописи на квартирах выставлялись и фотохудожники — летописцы движения нонконформистов: С. Борисов, В. Серов и др. Например, на квартире художника К. Нагапетяна в 1975 году демонстрировались черно-белые, размером 18 на 24 фотографии В. Серова.
Первая официально разрешённая выставка в павильоне «Пчеловодство» на ВДНХ из работ 20 художников—авангардистов, проходила с 19 по 26 февраля 1975 г.
Организаторами вернисажа были художники В. Немухин и Д. Плавинский, помогал в развеске и организации, разработал самиздатовкий каталог известный коллекционер Леонид Талочкин.
ВДНХ выбрана была не случайно: располагается на отшибе от центра и является контролируемой, огороженной территорией, куда пройти можно только через турникеты.
Однако эта выставка, не смогла вызвать особого резонанса в художественной жизни столицы.
Ровно через 7 месяцев, с 20 по 30 сентября 1975 года состоялась вторая, официально разрешённая выставка в помещении ДК ВДНХ.

## Участники выставки
К 20 сентября в ДК ВДНХ около 170 художников завезли 650 работ, из которых 522 были показаны. Кураторы Л. Талочкин, Т. Колодзей.
Инициативную группу возглавил О. Рабин, но власти имели к нему серьёзные претензии, и ему пришлось ретироваться. Члены группы все время менялись. Постоянно в ней участвовал А. Тяпушкин, член МОСХа, фронтовик, Герой Советского Союза и К. Нагапетян — будущий лидер группы «Двадцать московских художников».
Во всех перипетиях неофициального искусства А. Тяпушкин для художников неформалов был и тараном и последним бастионом. Прицепив Золотую звезду Героя на растянутый свитер, он смело шел на переговоры с гэбэшными офицерами и партийными бонзами — те его боялись. В Союзе художников за все время его существования было всего три Героя Советского Союза, но таких, как А. Тяпушкин — один.
В ходе подготовки к выставке в инициативной группе вспыхнул антисемитский скандал. В адрес О. Рабина и других художников евреев прозвучали обвинения, что те затеяли все это что бы упаковать чемодан с политическим багажом и шумно эмигрировать. Тогда от участия в подготовке выставки отказались В. Комар и А. Меламид.
29 августа Главное управление культуры Исполкома Моссовета дало разрешение на проведение «Выставки произведений молодых художников» в ДК ВДНХ, которая впоследствии получила неофициальное название «Авангард — 75».
В средствах массовой информации о дате открытия выставки не сообщалось ни слова, но молва об этом событии мгновенно разнеслась по всей Москве, так как западные радиостанции, вещавшие на СССР, сообщили об этом накануне.
В выставке приняли участие:
Н. Алексеев, С. Арутюнян, Ю. Альберт, В. Андриевич, Н. Абалакова, С. Бордачев, П. Беленок, С. Блезе, Л. Бруни, В. Бондаренко, И. Ворошилов, Н. Вечтомов, А. Гросицкий, Л. Георгиева, А. Гогуадзе, Д. Гордеев, Л. Григорьева, Т. Глытнева, Г. Донской, Э. Дробицкий, В. Длугий, В. Ждан, А. Жигалов, А. Зверев, Е. Измайлов, И. Ивлева, А. Куркин, О. Кандауров, И. Киблицкий, В. Калинин, Т. Колодзей, Н. Конышева, Д. Краснопевцев, Е. Крапивницкий, В. Крапивницкая, В. Колейчук, Р. Лебедев, В. Линицкий, Я. Левинштейн, А. Лепин, Р. Лебедев, Т. Левицкая, Т. Макарова, Л. Мастеркова, А. Милорадов, И. Меснянкина-Рубашкина, К. Нагапетян, В. Немухин, А. Насонов, М. Одноралов, В. Петров-Гладкий, Д. Плавинский, В. Провоторов, О. Панков, В. Пацюков, В. Пятницкий, Н. Румянцев, О. Рабин, А. Рабин, В. Рахман, М. Рогинский, В. Ситников, В. Скерсис, И. Снегур, В. Пьянов, Б. Бич, Л. Соков, А. Тяпушкин, Ю. Тильман, Б. Турецкий, Л. Талочкин, М. Федоров-Рошаль, С. Файбисович, А. Харитонов, О. Целков, М. Чернышов, Э. Штейнберг, М. Шпиндлер, К. Шаманов, Н. Щербакова, Б. Штейнберг, Э. Штейнберг, А. Юликов, В. Яковлев, В. Янкилевский и ещё около сотни художников.
Кроме того в выставке принимала участие группа хиппи «Волосы» в составе: С. Барабаш, К. Оськин-Двойрис, С. Большаков, И. Каменев, Л. Чупрасова, E. Губарева, А. Фрумкин, И. Дегтярюк, А. Тюфякин, Ю. Попов.
Так же во время работы выставки демонстрировалась совместная акция художников: Г. Донского, М. Федорова-Рошаля и В. Скерсиса -«Высиживайте яйца!». Другой вариант названия «Высиживание духа». Впоследствии за группой художников закрепилось название «Гнездо».

## Описание выставки
В день открытия вернисажа, километровая очередь выстроилась от главного входа ВДНХ до самого места проведения выставки — Дома культуры. Но открытие выставки затягивалось. Дело в том, что ночью сотрудниками спецслужб были изъяты около 50 наиболее одиозных работ, носивших, с точки зрения властей, антисоветский характер. Художники выразили свой протест, перевернув картины лицом к стене. Очередь волновалась. Тогда после непродолжительных переговоров большая часть изъятых полотен была срочно возвращена на место и выставка, наконец, открылась".
Многотысячная масса людей стояла часами, чтобы попасть на выставку и увидеть собственными глазами произведения художников — авангардистов, официально представлявших «другое искусство». Известная хрущевская формулировка «чужое искусство» трансформировалась и впервые приобрела более мягкое звучанье.
На улице стояла жаркая погода, но, несмотря на это, в ДК были закрыты окна и включено отопление. Температура внутри здания порой поднималась выше 40 градусов. Утолить жажду было негде, справить нужду тоже. В туалеты, расположенные в здании ДК пускали только местных служащих, то есть гэбэшников и милиционеров, а окрестные общественные уборные оказались заперты. Надо отдать должное любителям живописи — лишения они переносили стойко. Однако атмосфера в зале была наэлектризована до предела. Участнику выставки Б. Штейнбергу милиционер, охранявший порядок случайно дверью прищемил палец. В ответ на это обиженный художник пытался спровоцировать скандал, но сделать ему этого к счастью не удалось. Тогда художники провели срочное совещание на заднем дворе ДК. О. Рабин залез на мусорный контейнер и произнёс речь перед собравшимися. Суть её сводилась к тому, что бы участники выставки сохраняли хладнокровье и тогда победа будет за ними.
Войдя в здание Дома Культуры, зрители буквально с первых шагов были шокированы группой из трёх живописцев спиной к спине удобно устроившихся в огромном гнезде, свитом из настоящих ивовых прутьев и травы. В середине гнезда находилось куриное яйцо. Около гнезда стояла закупоренная самодельной пробкой винная бутылка. На подоконнике — серия фотографий, отображающих процесс высиживания яиц. Живой 2-х метровый экспонат символизировал муки творческого процесса, сопровождавшего рождение талантливых произведений. Авторы работы «Высиживайте яйца!»: Г. Донской, В. Скерсис, М. Федоров — Рошаль. (Через день гэбешники под видом пожарных обработали опустевшее гнездо противопожарной пеной). Рядом стояла ещё одна работа этих же авторов — выкрашенная в красный цвет «Коммуникационная труба». Любой желающий мог посмотреть друг на друга с разных сторон трубы, или, приложив ухо к отверстию, сказать что-то друг другу по секрету. По замыслу художников труба служила для устранения некоммуникабельности между людьми.
На одной из стен висело полотно О. Рабина, на котором автор фотографически точно выписал свой паспорт. В графе национальность было указано: латыш — «еврей». Слово еврей было взято в скобки. В то время это был, несомненно, смелый поступок.
На гвоздике у двери висело коричневое демисезонное поношенное пальто, воротник которого охватывал красный шерстяной шарф. Из кармана пальто выглядывала бутылка кефира. На экспонате располагалась табличка «Пальто М. Одноралова. Руками не трогать». Авторы работы: М. Рочинский и Л. Бруни.
Обращала на себя внимание работа О. Панкова «Притча о художнике». На картине был изображен могучий загорелый человек, погружающийся в море под тяжестью, опирающейся на него античной статуи. В. Бондаренко представил зрителям свои работы «Созвездие рака — укрощение тигра», «Дыхание солнца», «Шизофрения», «Встреча с президентом академии наук в лунном свете».
На выставке экспонировалась работа И. Киблицкого «Человек». На большом полотне в траурных тонах изображён испуганный человек с портфелем, из которого выглядывает картина. На картине кладбище и могила с пятиконечной звездой. Рядом надпись: Souvenirs, made in.
Заслуживали особого внимания произведения художников Н. Конышевой, Л. Георгиевой, В. Ситникова.
Где-то наверху копошились молодые люди с длинными нечесаными волосами, пол которых затруднялись определить даже самые продвинутые ценители современного изобразительного искусства. Это была группа «Волосы». Развешивая свои воздушные шарики, бумажные картинки, с изображениями цветочков, бабочек, признаний в любви к человеку и природе, экстравагантные молодые люди устраивали свою экспозицию. Непосвященным зрителям они гордо представлялись хиппи. Из экспозиции хипповой группы четыре раза забирали флаг их сообщества, и четыре раза художники успевали за ночь сшить и повесить новый. На пятый день флаг оставили в покое и больше не трогали.
Религиозная тематика была представлена в виде икон, крестов А. Куркина, В. Линицкого, отца и сына Рабиных.
К. Нагапетяном был продемонстрирован прижизненный портрет религиозного деятеля такого высокого ранга как Великий Патриарх Католикос всех армян Вазген — 1. Портрет излучал святость, величие, духовность, внушал уважение. Другие его работы привлекали внимание темпераментом и необычным цветом.
Среди многообразия разноплановых, откровенно конъюнктурных, а порой и просто бездарных работ можно было отыскать действительно талантливые произведения, написанные кистями настоящих мастеров.
Из воспоминаний одного из участников выставки художника К. Нагапетяна:
«Не много примеров в истории искусств, когда 160 художников совершенно разных по характеру, мировоззрению, творческим концепциям, живописным школам и направлениям могли участвовать в одной выставке, удивляя и вызывая такой интерес у цивилизованного мира. Люди, простояв по 6 часов в очереди, приходили на следующий день вновь, что бы получить дополнительную порцию духовной пищи…
„Нор-арт“ К. Нагапетяна. Микросферические живописные мазки, нанесенные особым способом, в зависимости от движения самого человека и источника освещения меняют свою окраску и отраженный свет. Неконстантность восприятия Нор-арта является образцом живой природы, связанной с солнцем. Эта живописная манера оживляет природу, приближаясь к биологическим формам общения: человека с предметом, искусства с человеком. Ясность концепции приближенной до философских символик, не перегружает мозг подробностями и деталями. Живописная манера хорошо запоминается, оставляет долгий эмоциональный заряд и при желании вспомнить, легко восстанавливает увиденную картину для повторного эстетического переживания.
„Неопуантилизм“ — новое проявление в искусстве авангарда. А. Харитонов спустя столетие после своих предшественников, воссоздал новое качество в пуантилизме, как доброе воспоминание о мире искусств. Неопуантилизм выдвинут им как равноправное направление. Этот вид живописи не оставляет ни одного человека равнодушным к творчеству Александра Харитонова.
„Теоларт“ Виталия Линицкого. Консервативная церковная живопись обогатилась новым откровением и открытием в церковной живописи — это величавый орган в живописи апокалипсис родился в нашем атеистическом государстве и впервые в истории мирового искусства появился Спектр как мировоззрение. Он не остался незамеченным в церковном мире.
„Фактуризм“ (В. Немухин, А. Куркин, О. Целков, Д. Плавинский). Синтез фактуры с красочным слоем как единство и суть живописи. Это обогащает живопись, открывая новые возможности передачи цвета через оптическое воздействие рельефа имприматуры.
„Соц-арт“ (О. Рабин). Бархатная живопись, граничащая с фресками старых мастеров. Мягкая живописная трактовка и ясность композиции, оригинальное проявление — новая грань в реалистической живописи.
„Поп-арт“ (Б. Борух, С. Бордачев). Обращение к отходам современного производства для превращения их в произведения искусства — достойный пример разумного подхода к окружающему нас предметному миру и господству над миром вещей. Здесь никто не ощущает, из каких материалов созданы эти произведения. Они имеют композиционную завершенность, цветовую организацию и четкость художественного замысла.
„Эко-арт“ (А. Лепин).
К сожалению уличные фонари мы видим во второй раз и в уже худшем варианте. Они не оригинальны, а что касается раздавленных кошек, то эти безобидные животные перешли дорогу художникам и были раздавлены в уже таком виде, не принеся им художественного счастья.
Обойдут ли эту дорогу художники, не знаю, я лично хочу процитировать Маяковского: „Не делайте под Маяковского, делайте под себя“.
Есть работы, носящие этнографический отпечаток, трогательно переданный художником еврейской тематики (Рубашкин).
Новое проявление в искусстве авангард — синтез прикладного искусства с живописью. Это тонкие вологодские кружева — снежинки сработанные над русским архитектурным пейзажем Георгиевой — Ситниковым передают прелесть русской зимы и делают своеобразную новизну в русской пейзажной живописи.
Оригинальность концепций художников: Беленок, Ждан, Арутюнян, Чернышов, Измайлов, Гагуадзе, Зверев, Ивлева, Милорадов, Блезе, делают их работы интересными, крайне индивидуальными и отражает ясность художественного лица каждого автора.
Сюрреализм Кандаурова, Провоторова, Панкова знакомят с непосредственными образцами этого направления.
Кто оценит, сколько радости и надежд дала выставка для молодых художников и художников, которые за всю жизнь не имели ни одной выставки.
Есть и слабые работы, как и на всякой выставке всех времён и народов, но зато это выставка самая демократическая за 58 лет. И слабые работы не могли унизить общий уровень выставки столь серьёзно.
Огорчена публика не этим, а тем, что тесные помещения, не приспособленные для таких выставок и короткая продолжительность экспозиции, не удовлетворила потребность широких масс желающих увидеть качественно новые живописные полотна, приносящие радость и гордость нашему отечественному искусству».
Своими работами художники — авангардисты бросили прямой вызов создателям партийно-рабоче-крестьянских живописных циклов и портретов в стиле соцреализма.